# Vikramasingapuram
Vikramasingapuram (o Vickramasingapuram, Vikramasinkapuram) è una suddivisione dell'India, classificata come town panchayat, di 48.101 abitanti, situata nel distretto di Tirunelveli, nello stato federato del Tamil Nadu. In base al numero di abitanti la città rientra nella classe III (da 20.000 a 49.999 persone).

## Geografia fisica
La città è situata a 8° 40' 0 N e 77° 19' 60 E e ha un'altitudine di 199 m s.l.m..

## Società

### Evoluzione demografica
Al censimento del 2001 la popolazione di Vikramasingapuram assommava a 48.101 persone, delle quali 23.801 maschi e 24.300 femmine. I bambini di età inferiore o uguale ai sei anni assommavano a 4.174, dei quali 2.156 maschi e 2.018 femmine. Infine, coloro che erano in grado di saper almeno leggere e scrivere erano 38.184, dei quali 20.344 maschi e 17.840 femmine.